# Роберт Бартон
Роберт Бартон (8. фебруар 1577. — 25. јануар 1640) био је енглески писац и сарадник Оксфордског универзитета, који је написао енциклопедијску књигу Анатомија меланхолије .

## Биографија
Рођен 1577. у добростојећој племићкој породици , Бартон је похађао две гимназије и уписао се у Брејсноус Колеџу у Оксфорду 1593. године, са 15 година. Бартоново образовање на Оксфорду било је неуобичајено дуго, вероватно је трајало дуже због његовог боловања од меланхолије, тако да је рано пребачено у Крајстчурч (Оксфорд) . Бартон је добио MA и BD, а до 1607. био је квалификован као тутор. Већ 1603. године, Бартон се препустио својим раним књижевним креацијама на Оксфорду, укључујући неке латинске песме, сада изгубљену драму коју је раније изведенуу пред и критиковану од стране краља Џејмс I Стјуарт, и његову једину сачувану драму: академску сатиру под називом Пхилосопхастер. Ово дело, иако мање цењено од Бартоновог ремек-дела, „примило је више пажње од већине до данас сачуваних примера универзитетске драме“.
Нешто након што је магистрирао 1605. године, Бартон је покушао да напусти универзитет. Иако никада није у потпуности успео у свом науму, успео је да добије бенефицијум цркве Светог Томе мученика у Оксфорду преко универзитета и спољног покровитељства за добробит Велсбија и ректора Сигрејва.Службовао је у многим мањим административним улогама и као библиотекар библиотеке Крајстчурча, од 1624. до своје смрти. Временом је прихватио свој изолован живот у библиотекама Оксфорда, говорећи високо о својој алма матер у целој Анатомији.
Бартоново најпознатије и најважније дело је Анатомија меланхолије. Први пут је објављено 1621. године, поново је штампано са Бартоновим допунама, не мање од пет пута. Дегресивно и лавиринтно дело, Бартон је писао колико да ублажи сопствену меланхолију, толико и да помогне другима. Коначно издање књиге има више од 500.000 речи. Књига је прожета цитатима и парафразама многих ауторитета, како класичних тако и савремених, што је кулминација читаве ерудиције аутора.
Бартон је умро 1640. Његова велика лична библиотека била је подељена између Библиотеке Бодлеана и Крајстучурча. Анатомију су проучавали и плагирали многи аутори током  живота и након смрти аутора, али је током 18. века ушла у затишје у популарности. Тек је откриће плагијата Лоренса Стерна оживело интересовање за Бартонова дела у 19. веку, посебно међу романтичарима. Анатомија је добила више академске пажње у 20. и 21. веку. Без обзира на његову популарност, Бартон је увек привлачио угледне читаоце, укључујући Семјуела Џонсона, Бенџамина Френклина, Џона Китса, Вилијама Ослера и Семјуела Бекета.